# هانلوره کوهل
هانلوره کوهل (به آلمانی: Hannelore Kohl) (زاده ۷ مارس ۱۹۳۳ – درگذشته ۵ ژوئیه ۲۰۰۱) او همسر اول هلموت کوهل صدراعظم آلمان بین سال‌های ۱۹۸۲ تا ۱۹۹۸ (میلادی) بود.

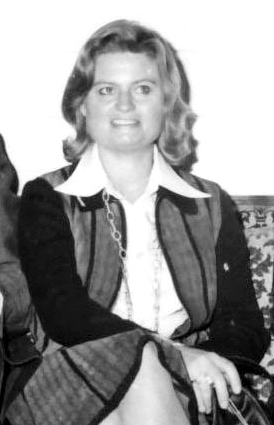
هانلوره کوهل در سال ۱۹۷۶

هانلوره کوهل در ۵ ژوئیه ۲۰۰۱، در سن ۶۸ سالگی خودکشی کرد.